# Hilde Krüger

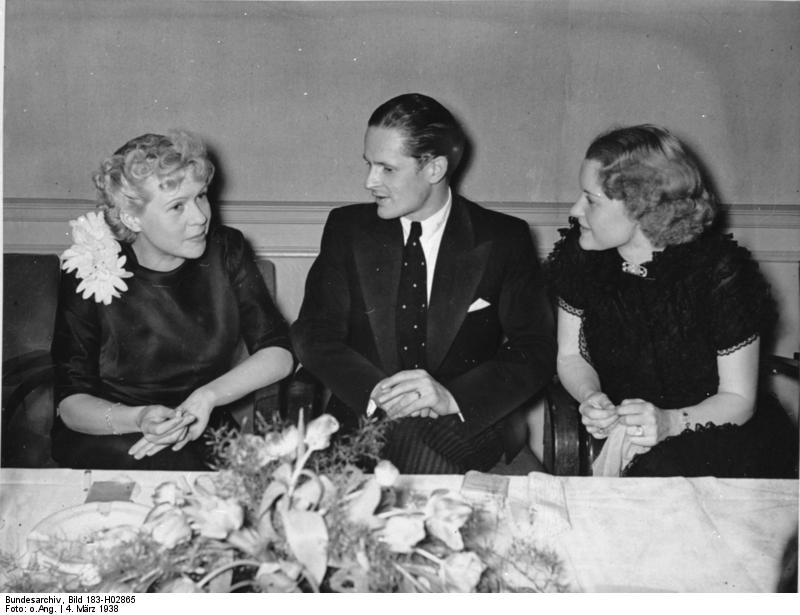
Tagung der Reichsfilmkammer in der Kameradschaft der Deutschen Künstler in Berlin am 4. März 1938; von links: Fita Benkhoff, der Reichsfilmdramaturg Ewald von Demandowsky und Hilde Krüger.

Hilde Krüger (eigentlich Katharina Mathilde Krüger, auch Hilda Krüger; * 9. November 1912 in Köln-Kalk; † 8. Mai 1991 in Lichtenfels) war eine deutsche Schauspielerin und Spionin. Sie arbeitete für den NS-Staat in den Vereinigten Staaten und in Mexiko.

## Leben und Wirken
Hilde Krüger kam vermutlich am 9. November 1912 im Kölner Stadtteil Kalk zur Welt, wobei andere Quellen auch vom 11. September 1914 und Berlin als Geburtsstadt sprechen.
Eine ihrer ersten Filmrollen spielte Hilde Krüger in dem 1935 veröffentlichten Film Nur nicht weich werden, Susanne!, woraufhin Joseph Goebbels zu ihrem Gönner, andere Quellen sprechen von Liebhaber, wurde. In den folgenden Jahren war sie in zahlreichen Produktionen der UFA zu sehen.
Kurz nach Beginn des Zweiten Weltkriegs verließ Krüger Deutschland, um ihre Karriere in Hollywood fortzusetzen. Ab Januar 1940 wohnte sie im Hotel Beverly Wilshire, die Miete bezahlte angeblich ihr Verehrer J. Paul Getty. Obwohl Krüger keine Filmrollen mehr in den Vereinigten Staaten spielte, erlangte sie eine gewisse Bekanntheit innerhalb der höheren gesellschaftlichen Kreise von Los Angeles. Dort lernte sie Gert von Gontard, den Erben der Brauerei Budweiser, kennen und begann mit ihm eine Romanze. Für ein Jahr lebte sie zwischen Hollywood und St. Louis, wo Gontard Brauereien besaß.
Im Jahre 1940 wurde Krüger von der Abwehr, dem militärischen Nachrichtendienst Deutschlands, als Agentin angeworben. Mit dem Auftrag, Beziehungen zu Mitgliedern des neuen Kabinetts aufzubauen, ging Hilde Krüger im Februar 1941, getarnt mit amerikanischer Identität, nach Mexiko-Stadt. Dort machte sie zunächst die Bekanntschaft von Ramón Beteta, dem Staatssekretär im Finanzministerium, später wurde sie die Geliebte des Innenministers Miguél Alemán. Auch zu dem General Juán Almazán und Außenminister Ezekiel Padilla knüpfte sie Beziehungen.
Krüger blieb weiter als Schauspielerin aktiv. Sie spielte in den folgenden Jahren in mehreren mexikanischen Produktionen unter dem Namen Hilda Krüger.
Im März 1942 wurde Krüger, wie viele andere deutsche Spione, nach Hinweisen der Vereinigten Staaten festgenommen. Vermutlich durch ihre guten Beziehungen in die Politik wurde sie jedoch bald darauf wieder freigelassen. Sie heiratete Nacho de la Torre, den Enkel des ehemaligen Präsidenten Porfirio Díaz, um ihre Ausweisung zu verhindern.
Sie verließ schließlich ihren Ehemann, um mit dem Tycoon Julio Lobo, dem „Zuckerkönig von Havanna“, nach Spanien zu gehen. Später heiratete sie Lobo, die Ehe wurde jedoch nach einem Jahr wieder geschieden.
Sie starb 1991 auf einer Besuchsreise nach Deutschland; der Totenschein gibt als Wohnsitz ein Appartement in New York City an.

## Filmografie
- 1934: Spiel mit dem Feuer
- 1935: Peter, Paul und Nanette
- 1935: Sie und die Drei
- 1935: Nur nicht weich werden, Susanne!
- 1935: Lärm um Weidemann
- 1935: Stradivari
- 1935: Eine Seefahrt, die ist lustig
- 1936: Das Hermännchen. Nee, nee, was es nich’ alles gibt
- 1936: Inkognito
- 1938: Der Mann, der nicht nein sagen kann
- 1938: Es leuchten die Sterne
- 1938: Eine Frau kommt in die Tropen
- 1939: Rheinische Brautfahrt
- 1939: Drunter und drüber
- 1942: Casa de mujeres
- 1945: Adulterio
- 1945: Bartolo toca la flauta
- 1945: El que murió de amor
- 1958: Eine Rheinfahrt, die ist lustig (Zum goldenen Ochsen)[8]

## Dokumentationen
- La Red Nazi en México von Sebastián Gamba, Mexiko 2010